# Alena Abramovics
Alena Abramovics (belaruszul: Алена Абрамовіч; oroszul: Елена Абрамович) (Minszk, 1981. július 18.–) fehérorosz válogatott kézilabdázó.

## Karrierje
Profi pályafutását 1999-ben a fehérorosz Arkatron Minsk csapatában kezdte, majd 2004-ben az orosz bajnokságban szereplő Zvezda Zvenigorod kapusa lett. Ezt követően 2006 és 2010 között a Hódmezővásárhelyi NKC erősítette. 2010 áprilisától a Ferencváros hálóőre lett. A Fradi színeiben kétszer hódította el a Kupagyőztesek Európa-kupáját (2011, 2012) és háromszor volt tagja a bajnoki ezüstérmes, illetve 2011-ben a bajnoki bronzérmes csapatnak is. A ferencvárosi csapatból a 2013/2014-es szezon után visszavonult.

### Válogatott
A fehérorosz válogatott színeiben először a dániai 2002-es női kézilabda-Európa-bajnokságon mutatkozott be. Azóta a nemzeti csapat meghatározó kapuvédője volt visszavonulásáig.

## Sikerei
- Nemzeti Bajnokság I:
  - Ezüstérmes: 2012, 2013, 2014
  - Bronzérmes: 2011
- EHF-kupagyőztesek Európa-kupája:
  - Győztes: 2011, 2012